# Danielssenia quadriseta
Danielssenia quadriseta är en kräftdjursart som beskrevs av Rony Huys och Gee 1992. Danielssenia quadriseta ingår i släktet Danielssenia och familjen Pseudotachidiidae. Arten har ej påträffats i Sverige. Inga underarter finns listade i Catalogue of Life.